# Ispartaspor Kulübü
L'Ispartaspor Kulübü è stata una società calcistica turca di Isparta.
Fondato nel 1967, nel 2014 il club è stato sciolto, dopo aver militato nell'ultima stagione nella Bölgesel Amatör Lig.
I colori sociali del club erano il rosa-verde.
L'eredità del club è stata raccolta dall'Isparta 32.

## Stadio
Il club giocava le gare casalinghe allo stadio Isparta Atatürk, impianto da 10 000 posti a sedere.

## Statistiche
- TFF 1. Lig: 1981-1984

## Palmarès
- TFF 3. Lig: 4

1975-1976, 1986-1987, 1990-1991, 1999-2000